# Station Sowin
Station Sowin is een spoorwegstation in de Poolse plaats Sowin.